# ناحية السبع بيار
ناحية السبع بيار إحدى نواحي سوريا تتبع إداريّاً لمحافظة ريف دمشق منطقة دوما ومركزها قرية السبع بيار، بلغ تعداد سكان الناحية 395 نسمة حسب التعداد السكاني لعام 2004.

## تجمعات ناحية السبع بيار السكانية[2]
| التجمع السكاني | عدد السكان |
| -------------- | ---------- |
| السبع بيار     | 395        |